# Bảo tàng Thành phố ở Pyskowice
Bảo tàng Thành phố ở Pyskowice hay Trung tâm Triển lãm ở Pyskowice (tiếng Ba Lan: Muzeum Miejskie w Pyskowicach) là một bảo tàng đặt bên trong Tòa thị chính Pyskowice được xây dựng từ năm 1822, tọa lạc tại số 1 Quảng trường chợ, Pyskowice, Ba Lan. Bảo tàng nằm trong cơ cấu tổ chức của Trung tâm Văn hóa và Thể thao Thành phố.

## Lược sử hình thành
Bảo tàng Thành phố ở Pyskowice được thành lập vào năm 2003 theo khởi xướng của Władysław Macowicz, một giáo viên đã nghỉ hưu và đam mê lịch sử.
Năm 2016, Bảo tàng chính thức đổi tên thành Trung tâm Triển lãm. Ngoài Trung tâm Triển lãm ở Tòa thị chính còn có Phòng trưng bày Arcade, tại đây triển lãm các tác phẩm của nhiều nghệ sĩ khác nhau.

## Triển lãm
Hiện tại, các bộ sưu tập của Bảo tàng Thành phố ở Pyskowice bao gồm:  triển lãm lịch sử (trưng bày lịch sử của Pyskowice và lịch sử của Tòa thị chính), và triển lãm khoáng vật học (triển lãm các khoáng chất và hóa thạch).
Ngoài các cuộc triển lãm thường trực, Bảo tàng còn tổ chức các cuộc triển lãm lịch sử tạm thời về các khía cạnh khác nhau của cả lịch sử địa phương và lịch sử khu vực nói chung.

## Giờ mở cửa
Bảo tàng Thành phố ở Pyskowice hoạt động quanh năm, mở cửa tất cả các ngày trong tuần trừ thứ Hai. Khách tham quan được vào cửa miễn phí.